# Corcelles-les-Monts
Corcelles-les-Monts é uma comuna francesa na região administrativa da Borgonha-Franco-Condado, no departamento de Côte-d'Or. Estende-se por uma área de 14,24 km². Em 2010 a comuna tinha 642 habitantes (densidade: 45,1 hab./km²).